# Ернст Купфер
Ернст Купфер (нім. Ernst Kupfer; нар. 2 липня 1907, Кобург — пом. 6 листопада 1943, поблизу Керкіні, Салоніки) — німецький військовий льотчик-ас пікіруючого бомбардувальника «Штука» за часів Третього Рейху. Командир 2-ї ескадри пікіруючих бомбардувальників «Іммельман», згодом начальник штурмової авіації, оберст (посмертно, 1943) Люфтваффе. Один зі 160 кавалерів Лицарського хреста з Дубовим листям та мечами (посмертно, 1944). Один із найрезультативніших пілотів штурмової авіації Люфтваффе, здійснив 636 бойових вильотів.

## Біографія
Син керівного чиновника страхової кампанії. Після закінчення гімназії поступив на роботу в банк. В 1926-28 року вивчав юриспруденцію в Гайдельберзькому університеті. 1 жовтня 1928 року поступив на службу в 17-й Баварський кінний полк. З жовтня 1938 року — командир 7-го ескадрону свого полку. 30 вересня 1939 року переведений в люфтваффе, пройшов підготовку в училищі розвідувальної авіації. На початку 1940 року перевелений в штурмову авіацію, 7 вересня 1940 року направлений в 1-шу групу 2-ї ескадри пікіруючих бомбардувальників в Сен-Мало, 1 жовтня призначений командиром 7-ї ескадрильї.
22 травня 1941 року 10 Ju 87 на чолі з Купфером потопили британський легкий крейсер «Глочестер», 29 вересня — радянський есмінець, але сам Купфер протягом кількох днів був тричі підбитий над Кронштадтом, при чому третього разу отримав важкі поранення. Після одужання 1 квітня 1942 року призначений командиром знову сформованої 2-ї групи 22-ї ескадри пікіруючих бомбардувальників. 30 жовтня 1942 року здійснив свій 500-й бойовий виліт. Учасник Сталінградської битви. На Різдво 1942 року літаки Купфера атакували радянські танки в районі Морозівської і зупинили їхній наступ. З 13 лютого 1943 року — командир 2-ї ескадри пікіруючих бомбардувальників. В квітні брав участь у боях на Кубані. Під час Курської битви командував бойовим з'єднанням «Купфер», в яке крім його власної ескадри увійшли 1-ша група 1-ї ескадри пікіруючих бомбардувальників, 2-га група 77-ї ескадри пікіруючих бомбардувальників і 3-тя група 3-ї винищувальної ескадри. 5 липня пілоти Купфера здійснили 1406 бойових вильотів і знищили 7 танків, 30 гармат, 70 вантажівок і 9 складів боєприпасів і пального, при цьому втративши 2 літаки. 6 липня вони здійснили 793 вильоти, а 7 липня — 946, знищивши 44 танки, 20 гармат і близько 50 автомобілів. 8 липня здійснили 836 вильотів і знищили 88 танків, 8 гармат (з них 3 зенітних), 2 установки БМ-13 «Катюша» і близько 40 автомобілів, при цьому втративши 2 літака. 9 липня здійснили 882, 11 липня — 604 вильоти. Ряд істориків стверджують, що дії Купфера в районі Карачева допомогли уникнути «другого Сталінграду».
Після створення посади генерала пікіруючої бомбардувальної авіації 9 вересня 1943 року був призначений на цю посаду. Купферу було доручено провести реформування пікіруючої бомбардувальної авіації. 5 жовтня 1943 року видав розпорядження про перетворення ескадр пікіруючих бомбардувальників в ескадри безпосередньої підтримки військ і переоснащення їх літаками FW 190, а потім наказав почати формування груп нічних штурмовиків. Загинув в авіакатастрофі літака He 111 в грецьких горах Беласица неподалік від озера Керкіні (60 км північніше Салоніки).

## Нагороди
- Медаль «За вислугу років у Вермахті» 4-го класу (4 роки)
- Медаль «У пам'ять 13 березня 1938 року»
- Комбінований Знак Пілот-Спостерігач
- Залізний хрест 2-го і 1-го класу
- Почесний Кубок Люфтваффе (14 жовтня 1941)
- Лицарський хрест Залізного хреста з дубове листя і мечами
  - лицарський хрест (23 листопада 1941)
  - дубове листя (№ 173; 8 січня 1943)
  - мечі (№ 62; 11 квітня 1944)
- Нагрудний знак «За поранення» в золоті (1941)
- Німецький хрест в золоті (15 жовтня 1942)
- Нагрудний знак пілота (Італія)
- Нагрудний знак військового пілота (Болгарія)
- Орден «За хоробрість» 4-го ступеня, 1-й клас з мечами (Болгарія)
- Авіаційна планка бомбардувальника в золоті з підвіскою «600»

Військова кар'єра
- 1 жовтня 1928 — солдат
- 1 квітня 1933 — лейтенант
- 1 грудня 1934 — оберлейтенант
- 7 вересня 1940 — гауптман
- 1 квітня 1942 — майор
- 9 вересня 1943 — оберстлейтенант
- 22 грудня 1943 — оберст (посмертно)